# Francisco Marcó del Pont
Francisco Casimiro Marcó del Pont Ángel Díaz y Méndez (Vigo, 25 giugno 1770 – Luján, 19 maggio 1819) è stato un militare spagnolo, e Governatore reale del Cile.
Fu una delle figure principali nel corso del processo di indipendenza del Cile, essendo stato l'ultimo spagnolo a ricoprire il ruolo di Governatore Reale del Cile, tra il 1815 ed il 1817, quando fu deposto e catturato dai ribelli durante la Battaglia di Chacabuco.

## Inizio della carriera
Marcó del Pont nacque a Vigo, in Spagna, figlio di Buenaventura Marcó del Pont y Porí e di Juana Ángel Díaz y Méndez. Iniziò una brillante carriera militare unendosi al reggimento di fanteria di Saragozza. Si distinse durante la Guerra d'indipendenza spagnola combattuta contro Napoleone, guadagnandosi il grado di generale prima di essere fatto prigioniero durante la presa di Valencia del 1809. Fu giudicato da un tribunale militare francese e condannato a morte, con la possibilità di salvarsi giurando fedeltà alla Francia. Si rifiutò, e con questo atto si guadagnò il rispetto di Giuseppe Bonaparte, che tramutò la condanna in prigionia.
Nel 1814 Marcó del Pont fu liberato in seguito alla ritirata francese dalla Spagna. Era ancora abbastanza giovane, avendo meno di 45 anni, quando fu promosso al grado di maresciallo di campo, e nominato capo militare e governatore di Tortosa. Nel settembre del 1815 fu promosso capitano generale e Governatore Reale del Cile, dove giunse per assumere il comando il 26 dicembre dello stesso anno.

## Governatore del Cile
Nel 1815 Marco del Pont fu nominato governatore dell'allora spagnola colonia del Cile, giungendo a Valparaíso alla fine dell'anno. Preso il comando del governo della Reconquista inviò spie a Cuyo per avere informazioni sull'esercito delle Ande reclutato dai capi pro-indipendentisti esiliati, quali Bernardo O'Higgins, nella provincia argentina di Mendoza. Questo esercito, guidato da José de San Martín, avrebbe in seguito attraversato le Ande per liberare il Cile. In politica interna tentò di consolidare il controllo spagnolo attraverso la brutale repressione di tutti coloro che si erano associati al movimento indipendentista. Molti personaggi influenti furono deportati sulle sterili isole Juan Fernández, mentre altri furono depredati da un gruppo di soldati capitanati da Vicente San Bruno.
Il governo di Marco del Pont terminò il 12 febbraio 1817, quando la sconfitta delle forze reali guidate da Rafael Maroto nella Battaglia di Chacabuco permise alle forze di liberazione di entrare nella capitale. Marco del Pont tentò la fuga a Valparaíso dove avrebbe trovato un mezzo per raggiungere il Perù, ma fu intercettato da un reparto avanzato presso una hacienda chiamata "Las Tablas", nei pressi di El Quisco. Dopo la cattura fu interrogato da San Martín, che lo mandò a Mendoza e, in seguito, a San Luis. Morì nel 1821 imprigionato presso l'hacienda di Pedro Ignacio de Mujica, vicino a Renca, Luján, una città vicina a Buenos Aires.